# Banque de l'Union européenne industrielle et financière
Pour les articles homonymes, voir BUE.
La Banque de l'Union européenne industrielle et financière (UEIF) est une ancienne banque d'affaires française.

## Histoire
Le 22 avril 1920, la société Schneider et Cie et la Banque de l'Union parisienne constituent la holding l’Union européenne industrielle et financière, sous forme de société anonyme.
En 1943, après fusion avec la Banque des Pays du Nord, elle devint la Banque de l'union européenne (BUE), classée banque d'affaires en 1946.
En 1967, avec la Banque parisienne pour l'industrie, elle prit le nom de Banque de l'Union européenne industrielle et financière le 25/12/1968 date de son inscription au RCS sous le numéro Paris B 682 013 354. Les participations industrielles sont placées dans une nouvelle structure (Compagnie financière de l'Union européenne) qui devient la holding propriétaire à 70% de la Banque de l'Union européenne industrielle et financière, les 30% restant étant divisés entre la Marine Midland Bank des États-Unis (20%), la Hambros Bank (Grande-Bretagne), la Bayerische Vereinsbank (Allemagne), la Banque commerciale de Bâle (Suisse), la Centrale Finanziara Generale (Italie), la Banque de Bruxelles (Belgique), et la Société financière Desmarais. Elle rachète en 1970 la Banque Bonnasse.
Elle a été radiée le 25/01/1991 et est fermée définitivement depuis.
C'est dans cette banque que Vincent Bolloré fait ses premiers pas dans la finance à l'âge de 18 ans.

## Sources
- Une multinationale française au lendemain de la Première Guerre mondiale : Schneider et l'Union européenne Industrielle et Financière», 1983
- Du XVIIIe au siècle, l'architecture du siège de la Banque de l'union européenne industrielle et financière , Bureaux d'aujourd'hui. 103, juin-juillet 1968, p. 2-11
- Agnès D'Angio, Schneider & Cie et les travaux publics, 1895-1949, 1995
- Karine Ohana, Les banques de groupe en France, 1991
- Maurice Lévy-Leboyer, Les banques en Europe de l'Ouest de 1920 à nos jours:colloque tenu à Bercy les 7 et 8 octobre 1993, 1995
- Nicolas Stoskopf, Dictionnaire historique des banques du groupe CIC, 2009